# 张岗乡
张岗乡，是中华人民共和国河北省保定市雄县下辖的一个乡镇级行政单位。

## 行政区划
张岗乡下辖以下地区：
刘家铺村、董庄村、开口一村、开口二村、开口三村、开口四村、韩庄村、方庄村、张庄村、张一村、张二村、张三村、张四村、南庄子村、高村、王村、张村和里合庄村。